# Lago Napaktulik
El lago Napaktulik (en inglés: Napaktulik Lake) también conocido como el Lago Takijuq es el octavo lago más grande de Nunavut un territorio autónomo al nordeste de Canadá. Se encuentra a 173 kilómetros al sur de Kugluktuk, en la región de Kivalliq en el extremo sur del territorio. Posee 1080 kilómetros de superficie (420 millas cuadradas) si se incluye las islas pero sin estas posee unos 1030 kilómetros cuadrados, con una elevación de 381 metros (1250 pies). está dividido por una larga península en dos partes. La salida del lago forma un río que fluye 25 km al oeste en el río Coppermine.